# Alchemilla nudans
Alchemilla nudans é uma espécie de rosácea do gênero Alchemilla, pertencente à família Rosaceae.